# 2216 Керч
2216 Керч (2216 Kerch) — астероїд головного поясу, відкритий 12 червня 1971 року.
Тіссеранів параметр щодо Юпітера — 3,214. Названий на честь міста Керч